# 建武 (西晋)
建武（304年七月-十一月）是西晋皇帝晋惠帝司马衷的第八个年号。共计5个月。
永安元年七月改元建武元年，同年十一月复称永安。

## 纪年
| 建武 | 元年              |
| ---- | ----------------- |
| 公元 | 304年             |
| 干支 | 甲子              |
| 成汉 | 建初二年 建兴元年 |
| 前赵 | 元熙元年          |

## 参看
- 中国年号索引
- 其他时期使用的建武年号